# Lista de campeões mundiais de damas-64
O Campeonato Mundial de Damas-64 é a competição que determina o campeão mundial do jogo de damas de 64 casas, sendo realizado nas variantes russa e brasileira. O campeonato era organizado pela Federação Mundial do Jogo de Damas (em francês: Fédération Mondiale du Jeu de Dames, FMJD) desde 1985, mas alguns dos últimos campeonatos têm sido organizados pela Federação Internacional de Damas (em inglês: International Draughts Federation, IDF). O primeiro campeonato foi disputado nas regras brasileiras. Em 1993 foi realizado o primeiro campeonato nas regras russas. Desde 1993, existe o Campeonato Mundial de Damas-64 no controle de tempo relâmpago (blitz) e, desde 1998, em tempo rápido.

## Clássico
| Ano  | Variante           | Localidade         |                                             | Ouro                | Prata                                           | Bronze |
| ---- | ------------------ | ------------------ | ------------------------------------------- | ------------------- | ----------------------------------------------- | ------ |
| 1985 | Brasileira         | Galatina           | Alexander Kandaurov                         | Vladimir Vigman     | Douglas Diniz                                   |        |
| 1987 | Brasileira         | São Lourenço       | Alexander Shvartsman                        | Vladimir Vigman     | Rostislav Leschinsky                            |        |
| 1989 | Brasileira         | São Lourenço       | Alexander Shvartsman                        | Vladimir Vigman     | Mikhail Rakhunov                                |        |
| 1993 | Brasileira         | Águas de Lindóia   | Alexander Shvartsman Lourival Mendes França |                     | Ion Dosca Iser Kuperman                         |        |
| 1993 | Russa              | Pinsk              | Murodullo Amrillaev                         | Yury Korolyov       | Andrei Valiuk                                   |        |
| 1994 | Russa              | Dzerjinsk          | Arkady Plakkhin                             | Viktor Tereschenko  | Mikhail Fyodorov                                |        |
| 1996 | Brasileira         | Belo Horizonte     | Alexander Shvartsman                        | Ion Dosca           | Gennady Shapiro                                 |        |
| 1996 | Russa              | Samarcanda         | Gavril Kolesov                              | Nicolay Mishchansky | Murodullo Amrillaev                             |        |
| 1997 | Match (Russa)      | Minsk              | Gavril Kolesov                              | Arkady Plakkhin     | Resultado do match: 2:0 (em rodadas — 4:2, 5:1) |        |
| 1997 | Match (Brasileira) | Quixinau           | Alexander Shvartsman                        | Ion Dosca           | Resultado do match: 15:9 (+3=9-0)               |        |
| 1997 | Brasileira         | Rivne              | Andrei Valiuk                               | Markiel Fazylov     | Arno Uutma                                      |        |
| 1998 | Russa              | Odessa             | Valery Grebyonkin                           | Andrei Valiuk       | Sergey Bonadykov                                |        |
| 1999 | Brasileira         | São Caetano do Sul | Ion Dosca                                   | Igor Makarenkov     | Vitaliy Gabriyelyan                             |        |
| 2000 | Russa              | Odessa             | Gavril Kolesov                              | Valery Grebyonkin   | Arkady Plakkhin                                 |        |
| 2002 | Brasileira         | São Paulo          | Gavril Kolesov                              | Andrius Kybartas    | Yury Anikeyev                                   |        |
| 2003 | Russa              | Simferopol         | Yury Korolyov                               | Gavril Kolesov      | Alexander Getmansky                             |        |
| 2004 | Match (Russa)      | Mirny              | Gavril Kolesov                              | Yury Korolyov       | Resultado do match: 2:0 (em rodadas — 5:3, 8:6) |        |
| 2004 | Brasileira         | Ubatuba            | Yury Anikeyev                               | Sergey Belosheyev   | Ion Dosca                                       |        |
| 2005 | Russa              | Eupatória          | Andrei Valiuk                               | Dmitry Tsinman      | Murodullo Amrillaev                             |        |
| 2006 | Match (Russa)      | Iacutusque         | Gavril Kolesov                              | Andrei Valiuk       | Resultado do match: 2:0 (em rodadas — 6:2, 5:1) |        |
| 2006 | Russa              | Aqtöbe             | Nicolay Struchkov                           | Sergey Belosheyev   | Valery Grebyonkin                               |        |
| 2007 | Brasileira         | Saarbrücken        | Nicolay Struchkov                           | Oleg Dashkov        | Ion Dosca                                       |        |
| 2008 | Brasileira         | Recife             | Alexander Shvartsman                        | Yury Anikeyev       | Sergey Belosheyev                               |        |
| 2009 | Russa              | Tcheliabinsk       | Sergey Belosheyev                           | Vladimir Egorov     | Pyotr Chernyshov                                |        |
| 2011 | Russa              | São Petersburgo    | Oleg Dashkov                                | Sergey Belosheyev   | Alexander Georgiev                              |        |
| 2012 | Brasileira         | Lille              | Gavril Kolesov                              | Nikolay Germogenov  | Oleg Dashkov                                    |        |
| 2013 | Russa              | São Petersburgo    | Nicolay Struchkov                           | Gavril Kolesov      | Vladimir Egorov                                 |        |
| 2014 | Match (Russa)      | São Petersburgo    | Nicolay Struchkov                           | Gavril Kolesov      | Resultado do match: 2:1                         |        |
| 2015 | Russa              | São Petersburgo    | Sergey Belosheyev                           | Andrei Valiuk       | Nikolay Gulyayev                                |        |
| 2016 | Brasileira, FMJD   | São Paulo          | Alexander Georgiev                          | Martin Dolfing      | Alexander Schvartsman                           |        |
| 2017 | Russa, IDF         | São Petersburgo    | Ihar Mikhalchenka                           | Andrius Kybartas    | Vladimir Egorov                                 |        |
| 2018 | Brasileira, FMJD   | Esmirna            | Alexander Schvartsman                       | Yury Anikeyev       | Sergey Belosheyev                               |        |
| 2018 | Russa, FMJD        | Nizhnevartovsk     | Andrey Fedotov                              | Gavril Kolesov      | Murodullo Amrillaev                             |        |
| 2019 | Russa, IDF         | Sveti Vlas         | Ihar Mikhalchenka                           | Andrei Valiuk       | Uladzislau Valiuk                               |        |
| 2020 | Russa, FMJD        | Kuşadası           | Andrey Fedotov                              | Alexander Georgiev  | Yury Anikeyev                                   |        |

## Rápido
| Ano  | Variante         | Localidade      |                      | Ouro                            | Prata             | Bronze |
| 1998 | Russa            | Odessa          | Andrei Valiuk        | Nikolay Abatsiev                | Ivan Tokusarov    |        |
| 2009 | Russa            | Tcheliabinsk    | Sergey Belosheyev    | Vladimir Egorov                 | Dmitry Tsinman    |        |
| 2011 | Russa            | São Petersburgo | Murodullo Amrillaev  | Sergey Belosheyev               | Vladimir Egorov   |        |
| 2013 | Russa            | São Petersburgo | Oleg Dashkov         | Sergey Belosheyev               | Gavril Kolesov    |        |
| 2015 | Brasileira       | São Petersburgo | Arūnas Norvaišas     | Sergey Belosheyev               | Andrey Fedotov    |        |
| 2016 | Brasileira, FMJD | São Paulo       | Alexander Shvartsman | Alexander Georgiev              | Martin Dolfing    |        |
| 2017 | Brasileira, IDF  | São Petersburgo | Ihar Mikhalchenka    | Gavril Kolesov                  | Sergey Belosheyev |        |
| 2018 | Brasileira, FMJD | Esmirna         | Sergey Belosheyev    | Vinícius Damir Pereira Da Silva | Yury Anikeyev     |        |
| 2018 | Russa, FMJD      | Nizhnevartovsk  | Sergey Belosheyev    | Gavril Kolesov                  | Mikhail Goryunov  |        |
| 2019 | Brasileira, IDF  | Sveti Vlas      | Ihar Mikhalchenka    | Dmitry Tsinman                  | Domantas Norkus   |        |
| 2020 | Brasileira, FMJD | Kuşadası        | Murodullo Amrillaev  | Sergey Belosheyev               | Nikolay Gulyayev  |        |

## Relâmpago(blitz)
| Ano  | Variante         | Localidade       |                     | Ouro                                | Prata                                    | Bronze |
|      |                  |                  |                     |                                     |                                          |        |
| 1993 | Brasileira       | Águas de Lindóia | Iser Kuperman       | Alexander Shvartsman                | Vladimir Vigman                          |        |
| 1998 | Russa            | Odessa           | Ivan Tokusarov      | Gavril Kolesov                      | Nikolay Abatsiev                         |        |
| 2000 | Russa            | Odessa           | Markiel Fazylov     | Gavril Kolesov                      | Nikolay Abatsiev                         |        |
| 2002 | Brasileira       | São Paulo        | Gavril Kolesov      | Valery Grebyonkin                   | Alexander Kandaurov Yury Anikeyev        |        |
| 2003 | Russa            | Simferopol       | Sergey Belosheyev   | Gavril Kolesov                      | Evgeny Novikov                           |        |
| 2004 | Brasileira       | Ubatuba          | Sergey Belosheyev   | Yury Anikeyev                       | Aleksander Kandaurov                     |        |
| 2005 | Russa            | Eupatória        | Murodullo Amrillaev | Sergey Belosheyev                   | Mikhail Fedorov                          |        |
| 2006 | Russa            | Aqtöbe           | Murodullo Amrillaev | Sergey Belosheyev                   | Alexander Kolin                          |        |
| 2007 | Brasileira       | Saarbrücken      | Oleg Dashkov        | Augusto Amílcar Mariano de Carvalho | Andrius Kybartas                         |        |
| 2008 | Brasileira       | Recife           | Gavril Kolesov      | Ion Dosca                           | Alexander Shvartsman                     |        |
| 2009 | Russa            | Tcheliabinsk     | Gavril Kolesov      | Oleg Dashkov                        | Dmitry Tsinman                           |        |
| 2011 | Russa            | São Petersburgo  | Sergey Belosheyev   | Evgeny Kondrachenko                 | Andrei Valiuk                            |        |
| 2012 | Brasileira       | Lille            | Denis Shkatula      | Sergey Belosheyev                   | Gavril Kolesov                           |        |
| 2013 | Russa            | São Petersburgo  | Ihar Mikhalchenka   | Oleg Dashkov                        | Gavril Kolesov                           |        |
| 2015 | Russa            | São Petersburgo  | Ihar Mikhalchenka   | Nicolay Struchkov                   | Sergey Belosheyev                        |        |
| 2017 | Russa, IDF       | São Petersburgo  | Gavril Kolesov      | Ihar Mikhalchenka                   | Oleg Dashkov                             |        |
| 2018 | Brasileira, FMJD | Esmirna          | Yury Anikeyev       | Alexander Shvartsman                | Murodullo Amrillaev Vladislav Antonovich |        |
| 2018 | Russa, FMJD      | Nizhnevartovsk   | Gavril Kolesov      | Nicolay Struchkov                   | Oleg Dashkov                             |        |
| 2019 | Russa, IDF       | Sveti Vlas       | Dmitry Tsinman      | Ihar Mikhalchenka                   | Andrei Valiuk                            |        |
| 2020 | Brasileira, FMJD | Kuşadası         | Sergey Belosheyev   | Nicolay Struchkov                   | Nikolay Gulyayev                         |        |

### Partidas on-line
| Ano  | Variante   | Localidade |  | Ouro              | Prata         | Bronze                           |
|      |            |            |  |                   |               |                                  |
| 2023 | Brasileira | Brasil     |  | Sergey Belosheyev | Yury Anikeyev | Bruno Gustavo de Souza Rodrigues |